# Terebra lindae
Terebra lindae är en snäckart som beskrevs av Edward James Petuch 1987. Terebra lindae ingår i släktet Terebra och familjen Terebridae. Inga underarter finns listade i Catalogue of Life.